# Пулковская гора
Пу́лковская гора — холм высотой до 72 метров над уровнем моря, расположенный к югу от центральной части Санкт-Петербурга. Является самой высокой точкой Пулковских высот. Широкую известность горе придаёт расположенная на её вершине Пулковская обсерватория, через которую проходит Пулковский меридиан, и от которой в Российской империи отсчитывались все расстояния.

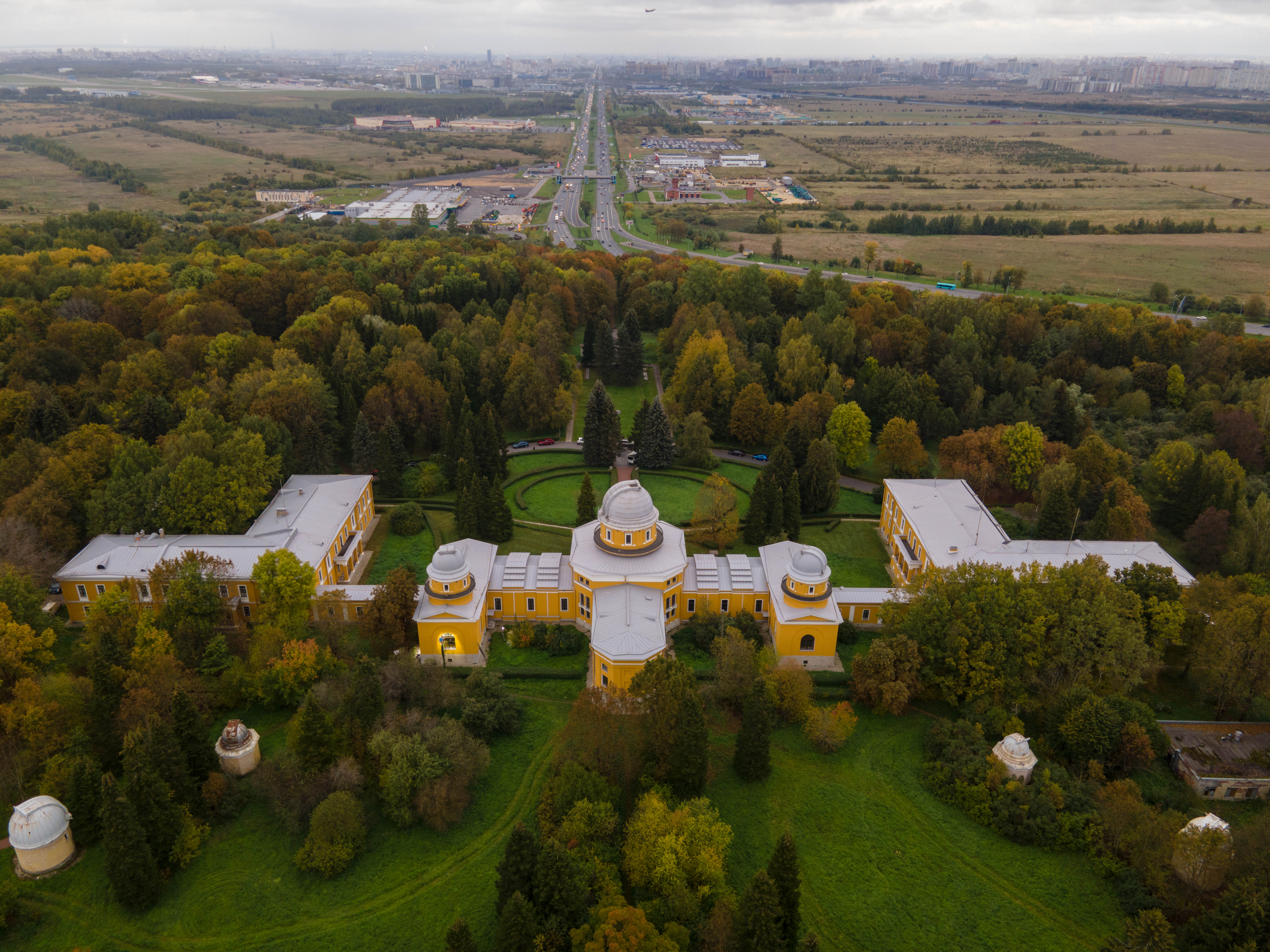
Пулковская обсерватория на вершине горы

По восточному склону Пулковской горы проходит трасса Е-95 Санкт-Петербург — Киев (Пулковское или Киевское шоссе). На северо-восточном склоне Пулковской горы, в непосредственной близости от шоссе расположен грот-фонтан «Старик», построенный архитектором А. Н. Воронихиным в 1806—1807 гг..
Местность вокруг Пулковской горы имеет историческое название Дальняя Рогатка.
В XVIII веке на горе стоял деревянный Пулковский дворец, в 1786 г. под горой была основана деревня Подгорное Пулково.
В годы Великой Отечественной войны гора оказалась в зоне линии обороны Ленинграда, местность подвергалась сильным бомбардировкам, строения и зелёные насаждения на горе были сильно повреждены.